# Shannon Shorr
Shannon Shorr (* 7. Juni 1985 in Birmingham, Alabama) ist ein professioneller US-amerikanischer Pokerspieler.
Shorr hat sich mit Poker bei Live-Turnieren mehr als 12 Millionen US-Dollar erspielt. Er ist zweifacher Braceletgewinner der World Series of Poker und stand im Januar 2022 für eine Woche an der Spitze der Pokerweltrangliste.

## Persönliches
Shorr spielte Baseball in der High School, gab den Sport jedoch mit Beginn seines Studiums an der University of Alabama at Birmingham auf. Dort machte er 2010 einen Abschluss in Betriebswirtschaftslehre. Im August 2014 bestieg Shorr in Tansania den Gipfel des Kilimandscharo. Er lebt in Las Vegas.

## Pokerkarriere

### Werdegang
Shorr spielt online unter den Nicknames basebal1b (PokerStars), aulophobia (WSOP.com) und BLUFFforRENT (Full Tilt Poker sowie UltimateBet).
Seine erste Geldplatzierung bei einem Live-Turnier erzielte Shorr, der zu diesem Zeitpunkt mit seinem Alter von 20 Jahren noch nicht legal in den meisten US-Bundesstaaten spielen durfte, Mitte Januar 2006 beim Main Event der Aussie Millions Poker Championship in Melbourne. Dort erreichte er den Finaltisch und belegte den mit mehr als 270.000 Australischen Dollar dotierten vierten Platz. Im Juli 2006 war der Amerikaner erstmals bei der World Series of Poker (WSOP) im Rio All-Suite Hotel and Casino am Las Vegas Strip erfolgreich und kam bei drei Turnieren der Variante No Limit Hold’em in die Geldränge. Ende Juli 2006 gewann er ein Turnier im Hotel Bellagio am Las Vegas Strip mit einer Siegprämie von rund 125.000 US-Dollar. An gleicher Stelle entschied Shorr im August 2006 ein weiteres Event für sich, wofür er sein bis heute höchstes Preisgeld von mehr als 960.000 US-Dollar erhielt. Anfang Juni 2008 erreichte er seinen ersten WSOP-Finaltisch und wurde bei einem Event Zweiter für knapp 350.000 US-Dollar. Einen Monat später belegte Shorr innerhalb von vier Tagen einen ersten und einen dritten Platz bei Turnieren im Hotel Bellagio und sicherte sich so Preisgelder von über 370.000 US-Dollar. Im April 2009 saß er am Finaltisch des ebenfalls im Bellagio ausgespielten Five Star World Poker Classic und belegte beim Main Event der World Poker Tour (WPT) den fünften Platz, der mit über 400.000 US-Dollar bezahlt wurde. Ende Januar 2011 erreichte der Amerikaner erneut den Finaltisch des WPT-Main-Events und wurde in Biloxi Vierter für knapp 150.000 US-Dollar. Bei der WSOP 2012 belegte er den dritten Platz bei einem Turnier in Six Handed No Limit Hold’em und sicherte sich damit ein Preisgeld von mehr als 450.000 US-Dollar. Mitte Januar 2013 entschied Shorr ein Turnier des PokerStars Caribbean Adventures auf den Bahamas für sich und erhielt nach einem Deal mit drei anderen Spielern eine Siegprämie von rund 160.000 US-Dollar. Im Februar 2014 wurde er beim WPT-Main-Event in Coconut Creek nach verlorenem Heads-Up gegen James Calderaro Zweiter für knapp 200.000 US-Dollar. Bei der WSOP 2018 erreichte Shorr im Main Event den sechsten Turniertag und schied dort auf dem mit rund 190.000 US-Dollar dotierten 39. Platz aus. Im März 2019 belegte er in Los Angeles erneut den zweiten Platz des WPT-Main-Events und erhielt ein Preisgeld von mehr als 350.000 US-Dollar. Bei der WSOP 2019 wurde Shorr bei einem Hold’em-Event Zweiter für mehr als 270.000 US-Dollar. Im Seminole Hard Rock Hotel & Casino in Hollywood, Florida, setzte er sich Ende April 2021 bei einem Deepstack-Turnier mit einem Hauptpreis von knapp 300.000 US-Dollar durch. Im Januar 2022 setzte sich der Amerikaner aufgrund seiner in den letzten drei Jahren erzielten Turnierresultate erstmals für eine Woche an die Spitze der Pokerweltrangliste. Bei den US Poker Open im Aria Resort & Casino am Las Vegas Strip erzielte der Amerikaner im März 2022 vier Geldplatzierungen und durchbrach damit die Marke von 10 Millionen US-Dollar an kumulierten Turnierpreisgeldern. Anfang August 2023 belegte er bei der Seminole Hard Rock Poker Open Championship in Hollywood den zweiten Platz und sicherte sich aufgrund eines Deals mit drei anderen Spielern ein Preisgeld von 545.000 US-Dollar. Bei der World Series of Poker Online gewann Shorr Anfang Oktober 2023 auf WSOP.com das NLH 6-Max mit einer Siegprämie von knapp 90.000 US-Dollar und erhielt sein erstes Bracelet. Elf Tage später setzte er sich auch beim NLH Freezeout der Turnierserie durch und sicherte sich rund 35.000 US-Dollar sowie sein zweites Bracelet.

### Preisgeldübersicht
| Jahr   | Preisgeld (in $) | Turniersiege |
| ------ | ---------------- | ------------ |
| 2006   | 1.622.843        | 2            |
| 2007   | 302.079          | 0            |
| 2008   | 894.473          | 1            |
| 2009   | 479.948          | 0            |
| 2010   | 176.445          | 0            |
| 2011   | 507.597          | 1            |
| 2012   | 740.108          | 0            |
| 2013   | 609.455          | 1            |
| 2014   | 412.700          | 1            |
| 2015   | 306.652          | 0            |
| 2016   | 79.915           | 0            |
| 2017   | 212.248          | 0            |
| 2018   | 352.598          | 0            |
| 2019   | 1.365.975        | 2            |
| 2020   | 41.388           | 0            |
| 2021   | 1.219.165        | 3            |
| 2022   | 1.409.739        | 1            |
| 2023   | 1.420.311        | 1            |
| gesamt | 12.153.639       | 13           |

### Braceletübersicht
Shorr kam bei der WSOP 150-mal ins Geld und gewann zwei Bracelets:
| Jahr   | Buy-in (in $) | Turnier                  | Teilnehmer | Preisgeld (in $) |
| ------ | ------------- | ------------------------ | ---------- | ---------------- |
| 2023 O | 2000          | WSOP.com – NLH 6-Max     | 189        | 89.125           |
| 2023 O | 1000          | WSOP.com – NLH Freezeout | 186        | 35.539           |